# Papercutz
Papercutz est une maison d'édition américaine de comics.

## Présentation
Papercutz naît lorsque Jim Salicrup, rédacteur en chef de comics chez Marvel Comics ou Topps Comics, et Terry Nantier, responsable de NBM Publishing décident de fonder leur propre maison d'édition. Ils publient surtout des séries sous licence comme Nancy Drew, scénarisée par Stefan Petrucha (en) et Sarah Kinney et dessinée par Sho Murase, ou The Hardy Boys: Undercover Brothers de Scott Lobdell et Paulo Henrique. Papercutz a racheté les droits d'utilisation du nom Tales from the Crypt (comics des années 1950 publié à l'origine par EC Comics) et créé une nouvelle série de récits d'horreur, cette fois plus destinée aux enfants. Classics Illustrated a aussi été racheté pour publier les récits publiés dans les années 1990 par First Comics et des adaptations de classiques de la littérature écrits et dessinés par des auteurs européens comme Le Vent dans les saules de Michel Plessix.